# Zukan Helez

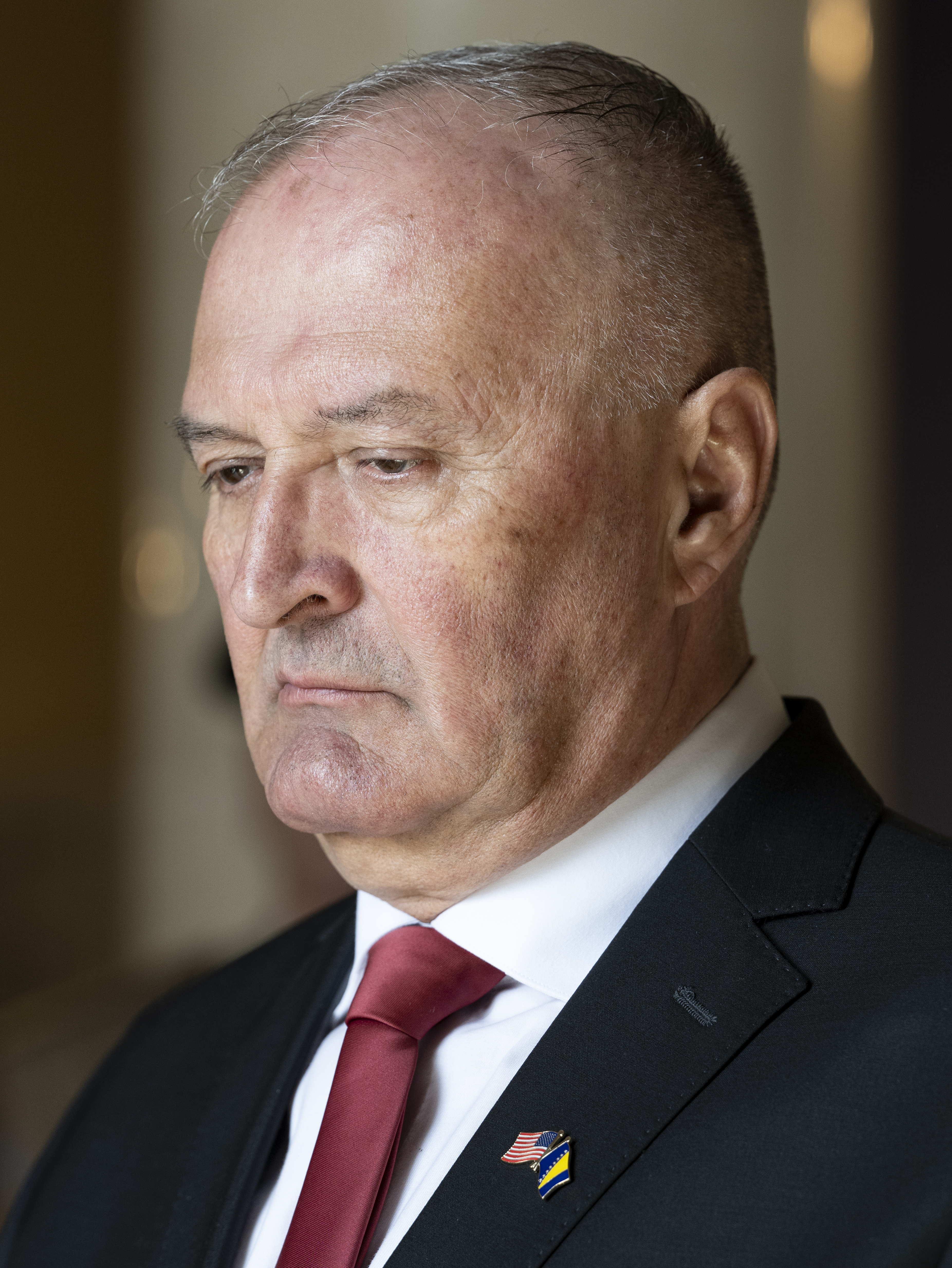
Zukan Helez (rechts, 2025)

Zukan Helez (* 1. Januar 1964) ist ein bosnischer Politiker, der seit Januar 2023 Verteidigungsminister ist. Außerdem ist er neben Staša Košarac der derzeitige stellvertretende Vorsitzende des Ministerrats von Bosnien und Herzegowina und Verteidigungsminister im Kabinett Krišto. Zuvor war er von 2018 bis 2023 Mitglied des nationalen Repräsentantenhauses.
Helez war von 2011 bis 2015 Bundesminister für Veteranen und Kriegsversehrte. Er ist Mitglied der Sozialdemokratischen Partei Bosnien und Herzegowinas.

## Frühes Leben und Ausbildung
Helez wurde am 1. Januar 1964 in Kupres geboren, wo er die Grundschule abschloss. Zwischen 1979 und 1983 besuchte er das Gymnasium in Bugojno, danach besuchte er die Fakultät für Naturwissenschaften und Mathematik in Sarajevo, wo er 1988 seinen Abschluss machte. Nach seinem Studium bekam Helez eine Anstellung als Professor in Skender Vakuf. Im Mai 1992, zu Beginn des Bosnienkrieges, wurde er Mitglied der Armee der Republik Bosnien und Herzegowina.
Nach seiner Demobilisierung am Ende des Krieges begann Helez als Lehrer an weiterführenden Schulen in Donji Vakuf und Bugojno zu arbeiten. In Italien, Deutschland und Frankreich nahm er an internationalen Seminaren im Rahmen des Reformprojekts für die Sekundarstufe in Bosnien und Herzegowina teil.
Politische Karriere
Als Mitglied der Sozialdemokratischen Partei von Bosnien-Herzegowina (SDP BiH) wurde Helez 2003 zum Vizepräsidenten des SDP BiH-Kantonsausschusses des Kantons Zentralbosnien und 2005 zum Präsidenten gewählt. Bei den Parlamentswahlen 2000 wurde er in das Bundeshaus gewählt Vertreter. Er wurde bei den Parlamentswahlen 2002, 2006 und 2010 wiedergewählt.
Helez absolvierte seine vierte Amtszeit im Bundesparlament, bis er am 17. März 2011 zum Bundesminister für Veteranen und Kriegsversehrte in der Regierung von Nermin Nikšić ernannt wurde. Er war bis zum 31. März 2015 Bundesminister. Im Bundesrepräsentantenhaus war er als Vizepräsident und Präsident Mitglied mehrerer Arbeitsgremien, Gremien und Kommissionen.
Bei den Parlamentswahlen 2018 wurde Helez in das nationale Repräsentantenhaus gewählt. Bei den Parlamentswahlen 2022 wurde er wieder in das nationale Repräsentantenhaus gewählt.

## Politische Karriere
Als Mitglied der Sozialdemokratischen Partei (SDP BiH) wurde Helez 2003 zum Vizepräsidenten des SDP BiH-Kantonsausschusses des Kantons Zentralbosnien und 2005 zum Präsidenten gewählt. Bei den Parlamentswahlen 2000 wurde er in das Bundeshaus gewählt Vertreter. Er wurde bei den Parlamentswahlen 2002, 2006 und 2010 wiedergewählt.
Helez verbüßte seine vierte Amtszeit im Bundesparlament, bis er am 17. März 2011 zum Bundesminister für Veteranen und Kriegsversehrte in der Regierung von Nermin Nikšić ernannt wurde. Er war bis zum 31. März 2015 Bundesminister. Im Bundesrepräsentantenhaus war er als Vizepräsident und Präsident Mitglied mehrerer Arbeitsgremien, Gremien und Kommissionen.
Bei den Parlamentswahlen 2018 wurde Helez in das nationale Repräsentantenhaus gewählt. Bei den Parlamentswahlen 2022 wurde er wieder in das nationale Repräsentantenhaus gewählt.
Am 25. Januar 2023 wurde Helez nach der Bildung eines neuen Ministerrats unter Vorsitz von Borjana Krišto zum neuen Verteidigungsminister und außerdem zum stellvertretenden Vorsitzenden des Ministerrats innerhalb der Regierung von Krišto ernannt. Am 23. November 2023 behauptete Helez, dass von Russland unterstützte paramilitärische Lager in der Republika Srpska, einer der beiden Einheiten Bosnien und Herzegowinas, entdeckt worden seien. Seine Aussage verärgerte hochrangige bosnisch-serbische Politiker, die sagten, Helez habe „keine Beweise“ und dass er „Lügen verbreite, die darauf abzielen, Unruhe und Angst zu schüren“. Am 25. November informierte der Geheimdienst und Sicherheitsdienst den Ministerrat dass es keine Informationen über die Existenz von Militärlagern oder paramilitärischen Formationen im Land gab. Im Anschluss an seine Behauptungen gab Helez eine Zeugenaussage vor der Staatsanwaltschaft von Bosnien und Herzegowina ab.

## Persönliches Leben
Helez ist verheiratet und hat drei Kinder. Neben seiner Muttersprache Bosnisch spricht er fließend Englisch und Russisch.